# Ceratopholcus maculipes
Ceratopholcus maculipes är en spindelart som beskrevs av Sergei Aleksandrovich Spassky 1934. Ceratopholcus maculipes ingår i släktet Ceratopholcus och familjen dallerspindlar. Inga underarter finns listade i Catalogue of Life.